# 37P/Forbes
37P/Forbes este o cometă periodică din sistemul solar cu o perioadă orbitală de aproximativ 6,3 ani. A fost descoperită de Alexander F. I. Forbes pe 1 august 1929.
Se estimează că nucleul cometei are un diametru de 1,9 km.